# Federation of European Wadokai
La Federation of European Wadokai (FEW), fondée en 1972, est une organisation qui enseigne le karaté de style wado-ryu. Elle est affiliée à la Japan Karate Federation Wadokai au Japon, fondée en 1964.

## Origines du style
Le style de karaté wadoryu puise ses origines dans le Shindō Yōshin-ryū. Contrairement aux autres styles provenant d'Okinawa, le wado-ryu est empreint d'une forte influence des arts martiaux japonais.